# EURIM
EURIM (z niem. Europäische Innere Mission) jest nieformalną siecią zrzeszającą organizacje działające na rzecz misji wewnętrznej w krajach Europy w ramach protestanckich (zwłaszcza luterańskich) kościołów.
EURIM powstał w 1984 roku. Co trzy lata organizuje konferencje dla członkowskich organizacji. Polskim członkiem jest Centrum Misji i Ewangelizacji.

## Konferencje EURIM
- 1997 Ligotka Kameralna
- 2009 Bratysława[1]